# Bernie Ecclestone
Bernard Charles Ecclestone poznatiji kao Bernie Ecclestone (Ipswich, 28. listopada 1930.), britanski poduzetnik i jedan od vodećih ljudi Formule 1.
Otac mu je bio kapetan ribarskog broda i mladi je Bernie s napunjenih šesnaest godina napustio školu, kako bi se potpuno mogao posvetiti onome što je najviše volio i onome za čime je žudio - utrkama automobila.
Nakon nekoliko je utrka 1951. godine prestao sa svojim natjecanjima, a 1957. se vraća kao menadžer u timu Connaught. Kupuje tim Brabham 1972. i Nelson Piquet postaje Svjetski prvak 1981. i 1983. godine. 
U osamdesetim je godinama na sebe preuzeo velik financijski rizik postavši predsjednik  Udruge Konstruktora Formule 1, ali isplatilo se, jer su sponzori donijeli velik profit i bogatu zaradu.
Prodaje Brabham 1988. i za dvije godine seli u Gstaad, a 1996. godine osniva novu tvrtku, Formula One Management, koja prodaje distribucijska prava Internacionalnoj automobilskoj udruzi smještenoj u Ženevi.
Bernie Ecclestone jedan je od najbogatijih ljudi u Ujedinjenom Kraljevstvu. Njegova bivša supruga Slavica Ecclestone, Srpkinja je porijeklom iz Bosne i Hercegovine koja je karijeru modela započela 1970-ih u Zagrebu.